# Давіде Біраскі
Давіде Біраскі (італ. Davide Biraschi, нар. 2 липня 1994, Рим) — італійський футболіст, центральний захисник клубу «Фрозіноне».
Виступав за молодіжну збірну Італії.

## Клубна кар'єра
Народився 2 липня 1994 року в місті Рим. Вихованець юнацьких команд футбольних клубів «Помеція» та «Гроссето». У дорослому футболі дебютував 2012 року виступами за головну команду останнього, в якій провів три сезони, взявши участь у 32 матчах чемпіонату. 
Сезон 2015/16 провів у друголіговому «Авелліно», де був гравцем основного складу і своєю надійністю привернув увагу представників вищого італійського дивізіону.
31 серпня 2016 року за 1,6 мільйона євро перейшов до «Дженоа». Зі свого другого сезону став одним з основних гравців центру захисту генуезців. Після декількох років, проведених у цьому статусі, по ходу сезону 2020/21 почав програвати конкуренцію за місце на полі. На початку 2022 року на умовах розрахованої на півтора сезони орендної угоди перейшов до турецького «Фатіх Карагюмрюка».
За період оренди взяв участь у 43 іграх турецької першості, а влітку 2023 року повернувся до «Дженоа».
21 серпня 2024 року перейшов у «Фрозіноне», підписавши угоду на два роки.

## Виступи за збірні
2013 року дебютував у складі юнацької збірної Італії (U-19), загалом на юнацькому рівні взяв участь у 8 іграх.
Протягом 2016–2017 років залучався до складу молодіжної збірної Італії. Був з нею учасником молодіжного Євро-2017, в іграх якого, утім, на поле не виходив. На молодіжному рівні зіграв у п'яти офіційних матчах.

## Статистика виступів

### Статистика клубних виступів
Станом на 19 серпня 2023
| Сезон                        | Команда                      | Чемпіонат                    | Чемпіонат | Чемпіонат | Національний кубок | Національний кубок | Національний кубок | Континентальні кубки | Континентальні кубки | Континентальні кубки | Інші змагання | Інші змагання | Інші змагання | Усього | Усього |
| Сезон                        | Команда                      | Ліга                         | Ігор      | Голів     | Ліга               | Ігор               | Голів              | Ліга                 | Ігор                 | Голів                | Ліга          | Ігор          | Голів         | Ігор   | Голів  |
| ---------------------------- | ---------------------------- | ---------------------------- | --------- | --------- | ------------------ | ------------------ | ------------------ | -------------------- | -------------------- | -------------------- | ------------- | ------------- | ------------- | ------ | ------ |
| 2011–12                      | «Гроссето»                   | B                            | 1         | 0         | КІ                 | 0                  | 0                  | -                    | -                    | -                    | -             | -             | -             | 1      | 0      |
| 2012–13                      | «Гроссето»                   | B                            | 6         | 0         | КІ                 | 0                  | 0                  | -                    | -                    | -                    | -             | -             | -             | 6      | 0      |
| 2013–14                      | «Гроссето»                   | ЛП-1Д                        | 14        | 0         | КІ+КІ-ЛП           | 0+6                | 0                  | -                    | -                    | -                    | -             | -             | -             | 20     | 0      |
| 2014–15                      | «Гроссето»                   | ЛП-1Д                        | 11        | 0         | КІ-ЛП              | 1                  | 0                  | -                    | -                    | -                    | -             | -             | -             | 12     | 0      |
| Усього за «Гроссето»         | Усього за «Гроссето»         | Усього за «Гроссето»         | 32        | 0         |                    | 7                  | 0                  |                      | -                    | -                    |               | -             | -             | 39     | 0      |
| 2015–16                      | «Авелліно»                   | B                            | 32        | 0         | КІ                 | 2                  | 0                  | -                    | -                    | -                    | -             | -             | -             | 34     | 0      |
| серп. 2016                   | «Авелліно»                   | B                            | 1         | 0         | КІ                 | 1                  | 0                  | -                    | -                    | -                    | -             | -             | -             | 2      | 0      |
| Усього за «Авелліно»         | Усього за «Авелліно»         | Усього за «Авелліно»         | 33        | 0         |                    | 3                  | 0                  |                      | -                    | -                    |               | -             | -             | 36     | 0      |
| серп. 2016–17                | «Дженоа»                     | A                            | 7         | 0         | КІ                 | 1                  | 0                  | -                    | -                    | -                    | -             | -             | -             | 8      | 0      |
| 2017–18                      | «Дженоа»                     | A                            | 23        | 0         | КІ                 | 3                  | 0                  | -                    | -                    | -                    | -             | -             | -             | 26     | 0      |
| 2018–19                      | «Дженоа»                     | A                            | 34        | 0         | КІ                 | 2                  | 0                  | -                    | -                    | -                    | -             | -             | -             | 36     | 0      |
| 2019–20                      | «Дженоа»                     | A                            | 24        | 0         | КІ                 | 2                  | 0                  | -                    | -                    | -                    | -             | -             | -             | 26     | 0      |
| 2020–21                      | «Дженоа»                     | A                            | 13        | 0         | КІ                 | 1                  | 0                  | -                    | -                    | -                    | -             | -             | -             | 14     | 0      |
| 2021-січ. 2022               | «Дженоа»                     | A                            | 14        | 0         | КІ                 | 2                  | 0                  | -                    | -                    | -                    | -             | -             | -             | 16     | 0      |
| січ.-черв. 2022              | «Фатіх Карагюмрюк»           | СЛ                           | 14        | 0         | КТ                 | 2                  | 0                  | -                    | -                    | -                    | -             | -             | -             | 16     | 0      |
| 2022–23                      | «Фатіх Карагюмрюк»           | СЛ                           | 29        | 2         | КТ                 | 3                  | 0                  | -                    | -                    | -                    | -             | -             | -             | 32     | 2      |
| Усього за «Фатіх Карагюмрюк» | Усього за «Фатіх Карагюмрюк» | Усього за «Фатіх Карагюмрюк» | 43        | 2         |                    | 5                  | 0                  |                      | -                    | -                    |               | -             | -             | 48     | 2      |
| 2023–24                      | «Дженоа»                     | A                            | 1         | 1         | КІ                 | 0                  | 0                  | -                    | -                    | -                    | -             | -             | -             | 1      | 1      |
| Усього за «Дженоа»           | Усього за «Дженоа»           | Усього за «Дженоа»           | 116       | 1         |                    | 11                 | 0                  |                      | -                    | -                    |               | -             | -             | 127    | 1      |
| Усього за кар'єру            | Усього за кар'єру            | Усього за кар'єру            | 224       | 3         |                    | 26                 | 0                  |                      | -                    | -                    |               | -             | -             | 250    | 3      |